# Belfast Blitz
Belfast Blitz ist die im englischen Sprachraum verwendete Bezeichnung für mehrere Angriffe der deutschen Luftwaffe gegen Belfast im April und Mai 1941 während des Zweiten Weltkriegs.

Rettungsmannschaften suchen nach verschütteten Überlebenden nach einem Luftangriff auf Belfast

Der erste, kleinere Angriff ereignete sich in der Nacht vom 7. auf den 8. April 1941. Der zweite Angriff wurde am 15. April 1941 von 200 Bombern durchgeführt und galt den Industrieanlagen in Belfast, welche für das britische Militär Rüstungsgüter produzierten. Dabei starben rund 900 Menschen, und 1500 wurden verwundet. Dies war der größte Verlust außerhalb Londons während eines einzigen Angriffes.
Der dritte Angriff ereignete sich in den Abend- und Morgenstunden des 4. und 5. Mai 1941. Er wurde hauptsächlich mit Brandbomben durchgeführt, wobei 150 Menschen getötet wurden. In der folgenden Nacht vom 5. auf den 6. Mai erfolgte der letzte Angriff.

## Hintergrund
Die Belfast ansässige Industrie leistete einen erheblichen Beitrag zum Kriegsanstrengungen der Alliierten, indem sie Kriegsschiffe, Flugzeuge und Munition produzierte. Zu den bedeutendsten Firmen gehörte die Werft Harland and Wolff, der Flugzeughersteller Short Brothers sowie der Munitionshersteller James Mackie & Sons. Auf Grund ihrer industriellen Bedeutung wurde die Stadt von der Luftwaffe als geeignetes Bombenziel angesehen. 